# Santa Carmem
Santa Carmem är en kommun i Brasilien.   Den ligger i delstaten Mato Grosso, i den centrala delen av landet, 900 km nordväst om huvudstaden Brasília. Antalet invånare är 4 075.
I omgivningarna runt Santa Carmem växer i huvudsak städsegrön lövskog. Trakten runt Santa Carmem är nära nog obefolkad, med mindre än två invånare per kvadratkilometer.